# Baptisterium (Riez)

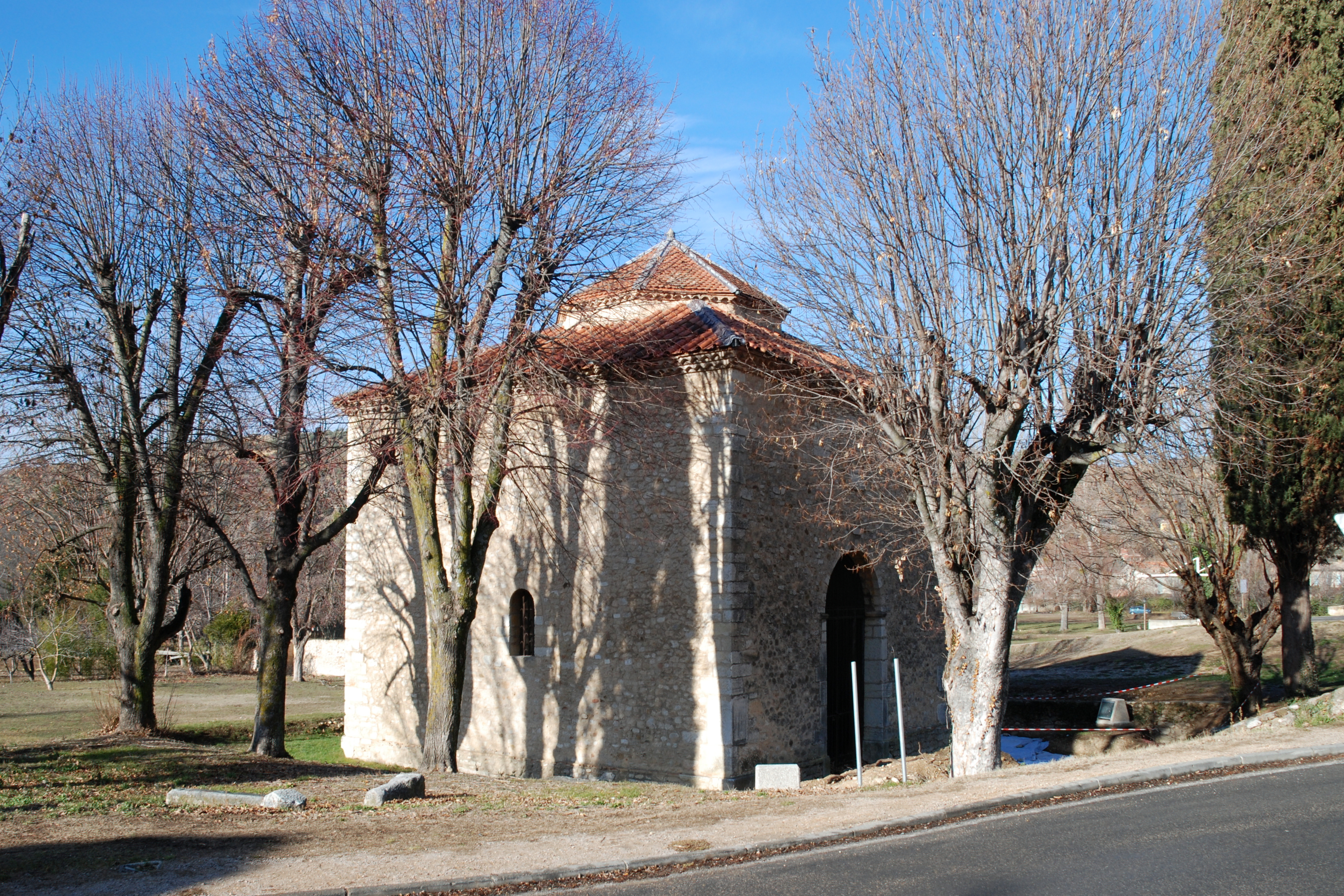
Baptisterium, Ansicht von Süden

Das Baptisterium von Riez ist eine Taufkirche in Riez, einer Gemeinde im Département Alpes-de-Haute-Provence in der französischen Region Provence-Alpes-Côte d’Azur. Es wird in das 5. oder 6. Jahrhundert datiert und gehört zu den ältesten christlichen Bauwerken in Frankreich. Bereits im Jahr 1840 wurde das Baptisterium als Monument historique in die Liste der Baudenkmäler (Base Mérimée) in Frankreich aufgenommen.

## Geschichte
Die frühchristliche Taufkirche wurde vermutlich im 5. oder 6. Jahrhundert errichtet. Sie schloss sich im Westen an die Bischofskirche an, deren Bau auf das 5. Jahrhundert zurückgeführt wird, als das Bistum Riez gegründet wurde. Von der ehemaligen Kathedrale sind nur noch Reste der Grundmauern erhalten. Während der Französischen Revolution wurde das Bistum aufgelöst.

## Architektur
Die Außenmauern des Gebäudes haben einen quadratischen Grundriss. Im Innern umschließt das Gebäude ein Oktogon, in dessen Ecken acht Säulen aus Granit eingestellt sind. Diese sind Spolien aus römischer Zeit und mit korinthischen Marmorkapitellen ausgestattet. Die Wandseiten sind zu Nischen geöffnet. Das darüberliegende achtteilige Kuppelgewölbe wurde erst im 12. Jahrhundert angelegt und gehört der romanischen Bauphase an. In der Mitte ist ein achteckiges Taufbecken tief in den Fußboden eingelassen. Dort wurden die Täuflinge mit dem ganzen Körper ins Wasser getaucht.
Das Baptisterium wird heute als Lapidarium genutzt, in dem antike und frühmittelalterliche Architekturfragmente ausgestellt sind. Aufgrund der Ausgrabungen, die auf dem Gelände stattfinden, ist das Baptisterium derzeit (2011) nicht zugänglich.

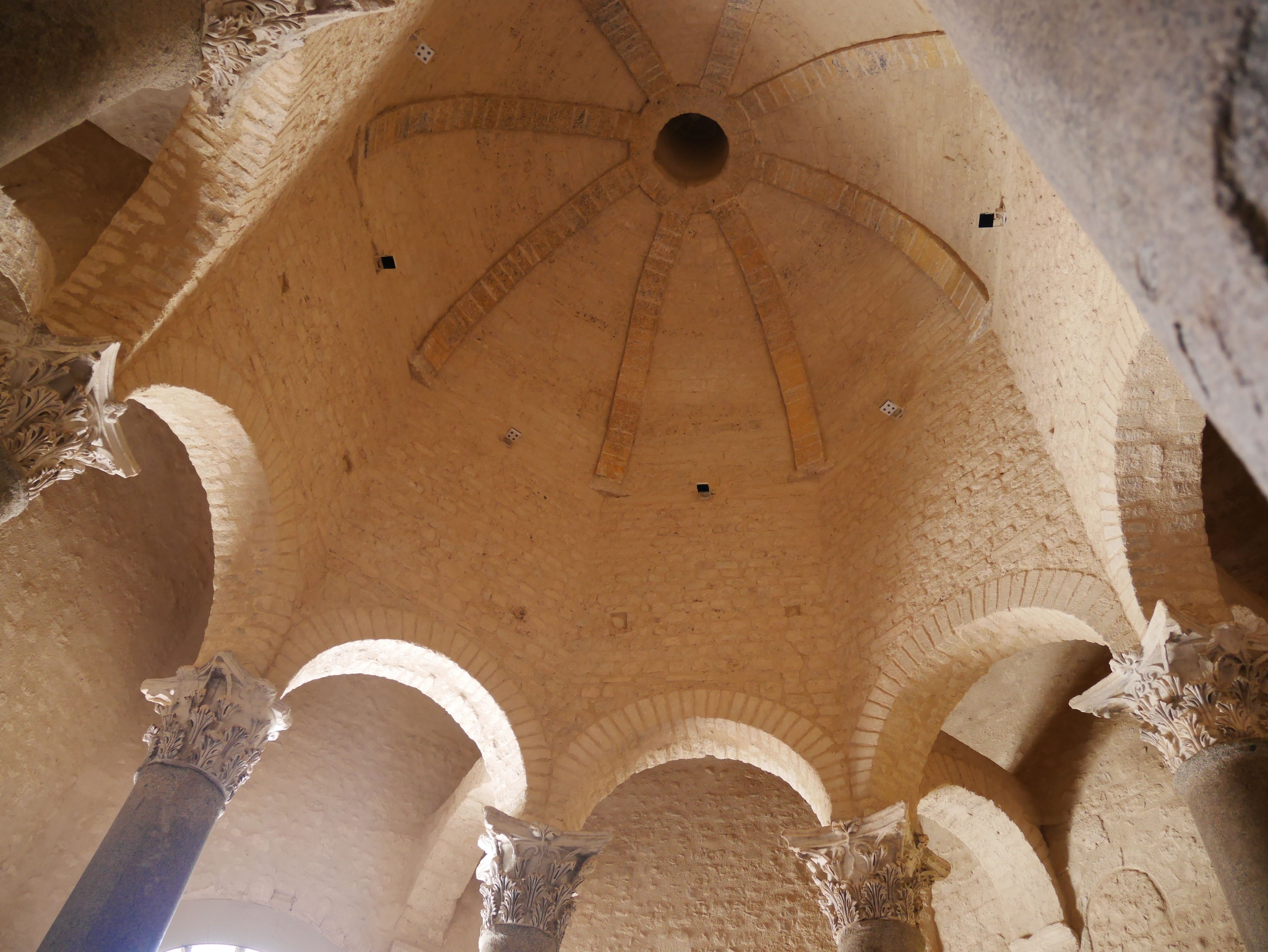
Kuppel
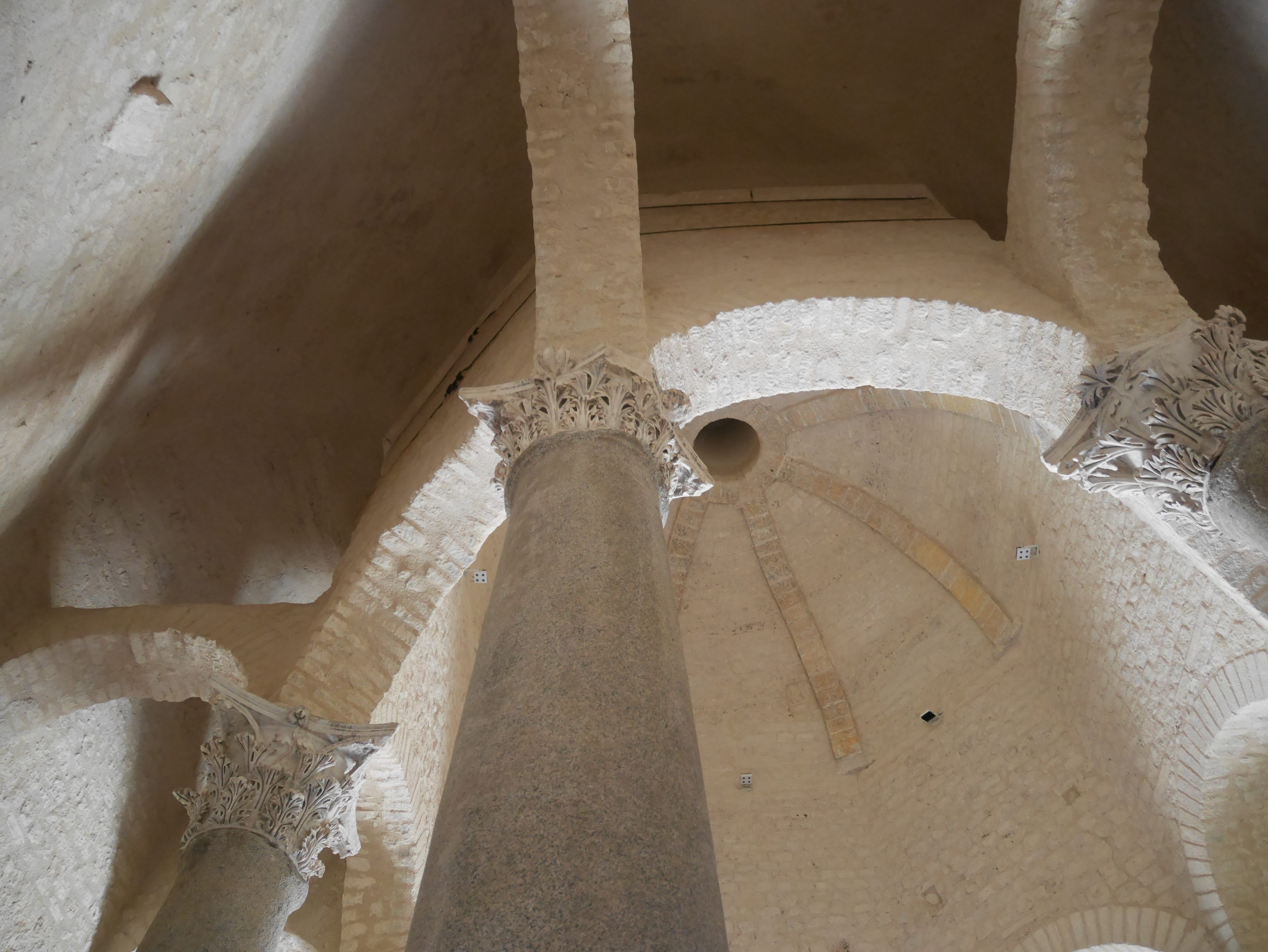
Säulen mit korinthischen Kapitellen
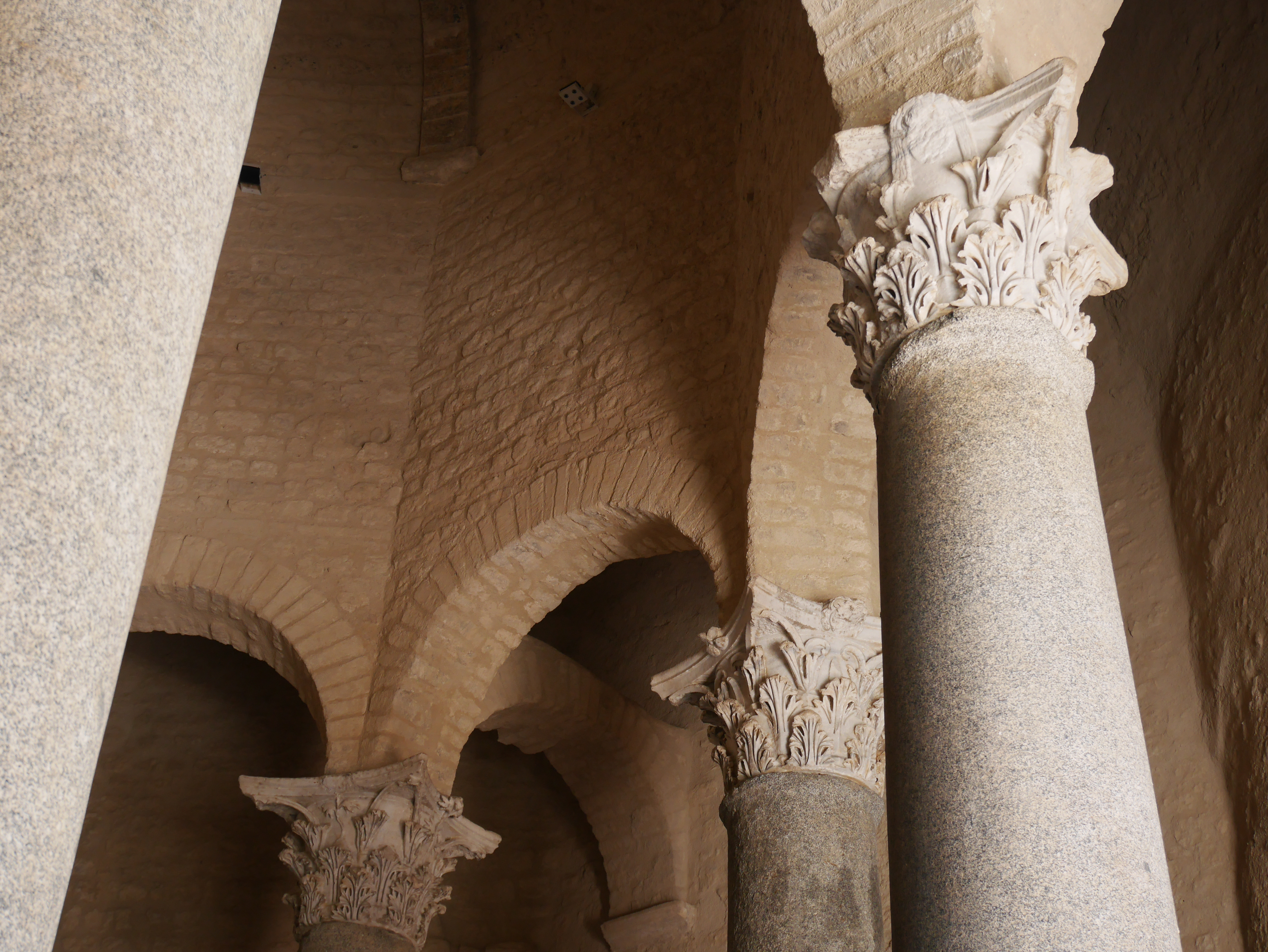
Korinthische Kapitelle
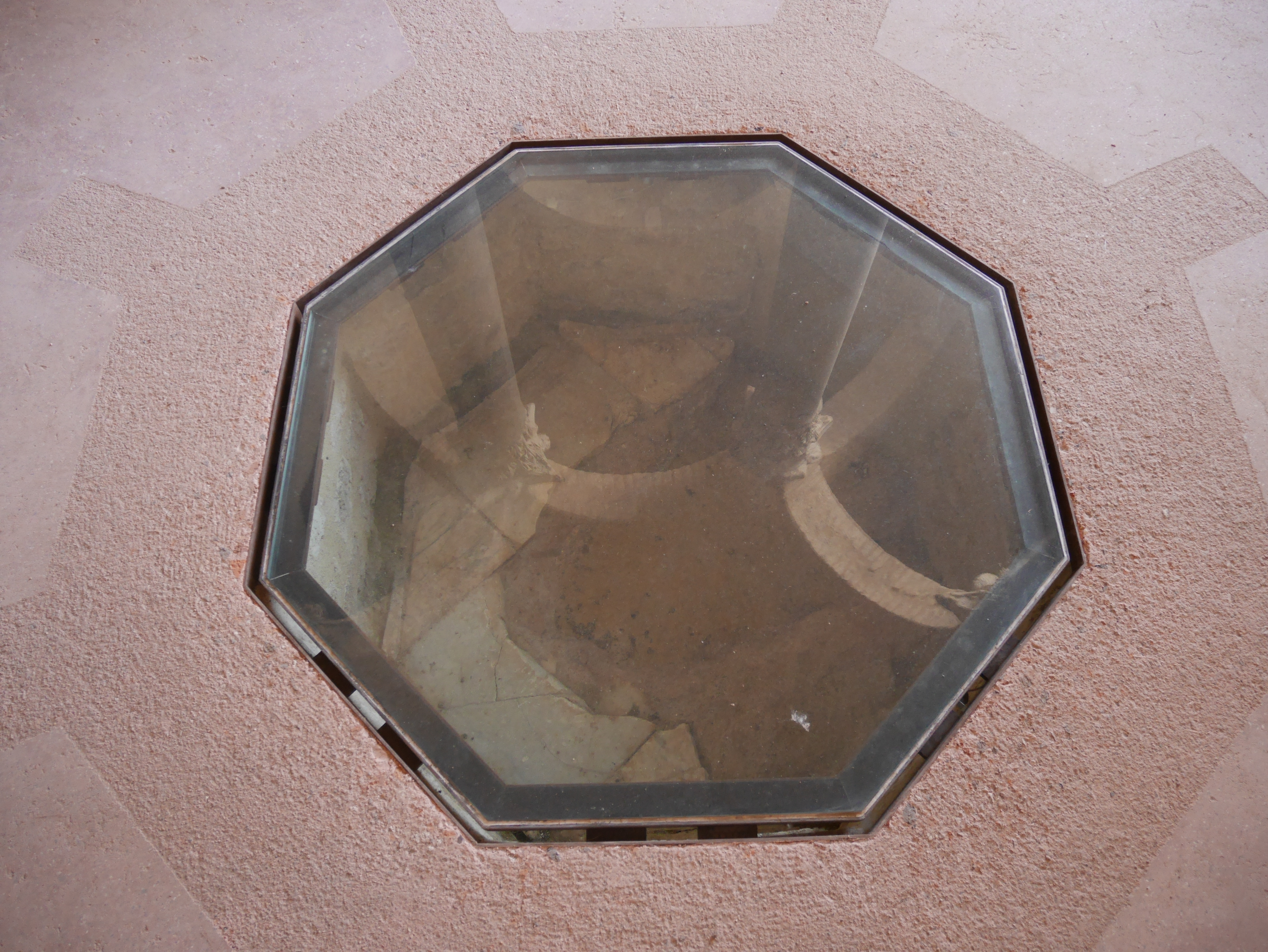
In den Boden eingelassenes Taufbecken